# ایان ریچاردسون
ایان ریچاردسون (انگلیسی: Ian Richardson; ۷ آوریل ۱۹۳۴ – ۹ فوریهٔ ۲۰۰۷) بازیگر اهل بریتانیا بود. از فیلم‌ها و برنامه‌های تلویزیونی که وی در آن نقش داشته است، می‌توان به نرون، برزیل، از جهنم، آزادی را فریاد کن، خانه پوشالی، ام. باترفلای، ۱۰۲ سگ خالدار، آن‌سوی آینه، بی.ای.پی.اس، راز سوزاننده و آخر هفته کثیف اشاره کرد.